# アタクシア
アタクシア（Ataxia）は、レッド・ホット・チリ・ペッパーズのジョン・フルシアンテとジョシュ・クリングホッファー、そして、フガジのジョー・ラリーによる3人組のバンド。

## メンバー
- ジョン・フルシアンテ (John Frusciante) - エレクトリック・ギター、ボーカル、シンセサイザー
- ジョー・ラリー (Joe Lally) - ベース、ボーカル
- ジョシュ・クリングホッファー (Josh Klinghoffer) - ドラム、シンセサイザー、ボーカル

## ディスコグラフィ

### スタジオ・アルバム
- 『オートマティック・ライティング』 - Automatic Writing (2004年)
- 『エー・ダブリュー・ツー』 - AW II (2007年) ※2004年録音